# フランシス・ルノー
フランシス・ルノー（Francis Renaud, 1967年9月27日 - ）は、フランス出身の俳優である。

## 出演作品

### 映画
- パリ、カウントダウン（ジョゼ）
- 裏切りのスナイパー（エリク)
- そして友よ、静かに死ね（ブランドン）
- フェーズ7
- ザ・スコーピオン　キング・オブ・リングス
- やがて復讐という名の雨（リシャール）
- マルセイユの決着
- あるいは裏切りという名の犬（チチ・ブラッスール）
- 心の羽根（ジャンピエール）
- ギャングスター
- ザ・コード
- 堕ちてゆく女（クリストフ）
- ピガール
- ハッキング・アイ (オタル)

### テレビシリーズ
- ゾディアック ～十二宮の殺人～